# 无限危机
《無限危機》（英語：Infinite Crisis）是於2005年至2006年由DC漫畫推出的故事。由傑夫·約翰斯所撰寫的限量系列漫畫，參與繪製者包括菲爾·希門尼斯、喬治·佩雷斯、伊邦·雷斯和傑瑞·奧德韋。
《無限危機》#1憑24萬9265的預購銷量成為2005年10月前300名漫畫排名第一。

## 改編遊戲
於2013年3月25日開始營運的多人在线竞技游戏，截至2015年8月14日結束其服務。